# Jelizawieta Diemientjewa
Jelizawieta Grigorjewna  Diemientjewa, później nosiła nazwiska Pachomienkowa i Kisłowa (ros. Елизавета Григорьевна Дементьева, po mężu Пахоменкова i Кислова, ur. 5 marca 1928 w Kostromie, zm. 27 lipca 2022 w Petersburgu) – radziecka kajakarka. Złota medalistka olimpijska z Melbourne.
Igrzyska w 1956 były jej jedyną olimpiadą i zwyciężyła w jedynej rozgrywanej wówczas kajakowej konkurencji kobiet. W 1958 sięgnęła po dwa medale mistrzostw świata, jeden złoty (K-1 500 m) i jeden srebrny (K-2 500, z Antoniną Sieriediną).